# Gliese 3517
Gliese 3517 (GJ 3517) is een bruine dwerg met een spectraalklasse van M9.0V. De ster bevindt zich 28,24 lichtjaar van de zon.